# Vișina (Dâmbovița)
Vişina é uma comuna romena localizada no distrito de Dâmboviţa, na região de Muntênia. A comuna possui uma área de 103.02 km² e sua população era de 4205 habitantes segundo o censo de 2007.